# 루이스 봉파

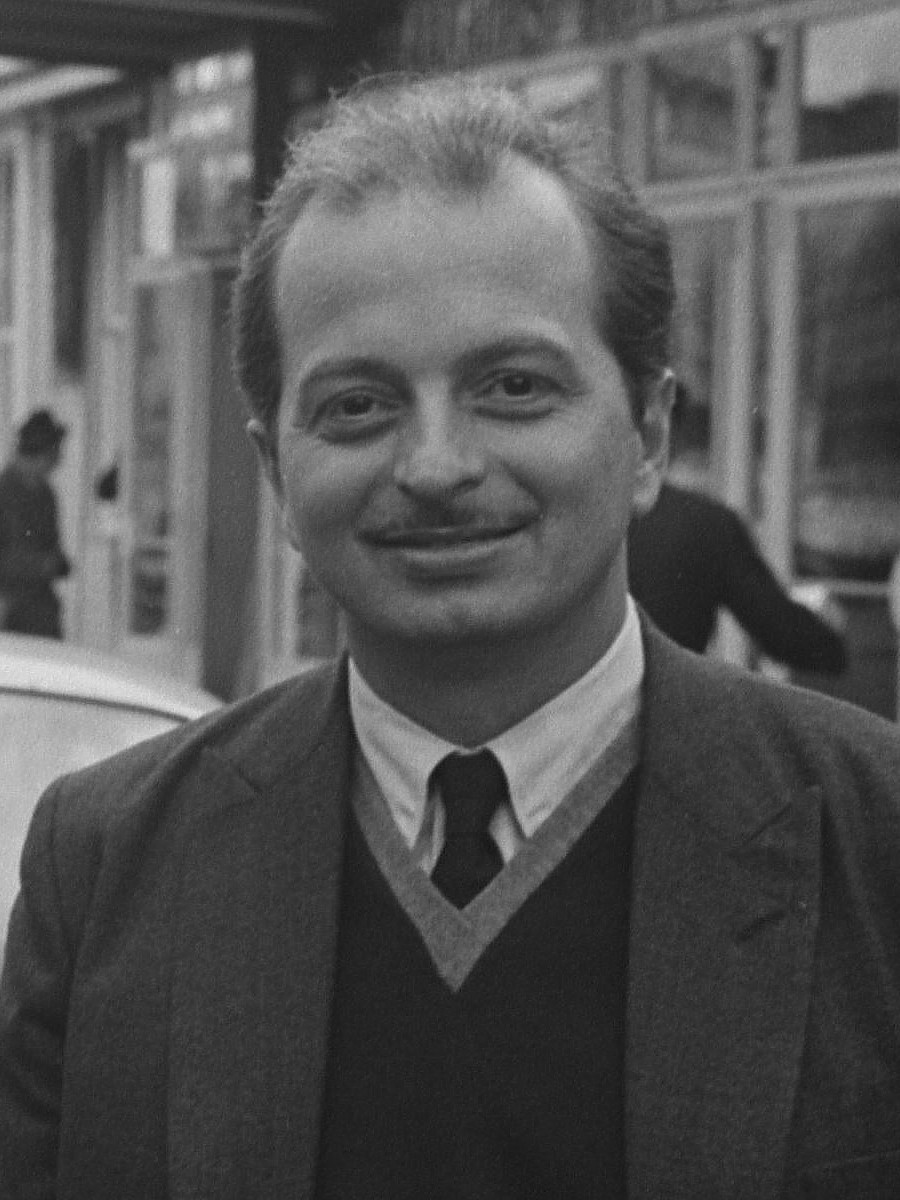

루이스 봉파(Luiz Bonfa, 1922년 10월 17일~ 2001년 1월 12일)는 브라질의 기타리스트 및 작곡가이다. 보사노바 장르의 선구자이며 브라질 팝음악을 소개하는데 기여했다. 리우데자네이루에서 태어났다. 그의 부친도 기타리스트였기 때문에 어려서부터 기타를 배우기 시작하여 라디오 방송을 통해 많은 인기를 얻었다. 1957년에 미국으로 건너간 뒤 1959년에 브라질로 돌아왔으며, 1962년에는 유럽을 여행하다 뉴욕에 거주하였다. 그가 유명해진 것은 영화 《검은 오르페》의 음악을 조빈과 분담하여 작곡하였기 때문이며, 그 직후 보사노바가 미국에서도 유행하였기 때문에 연주가로의 명성도 떨쳤다. 원래 그는 클래식 기타리스트였으므로 정확하고 아름다운 연주에 정평이 있으며, 작곡가나 연주가로도 로맨티시즘의 색조가 짙다고 할 수 있다. 그의 부인인 마리아 트레이드는 가수이다.